# Tracker (album)
| Recensione    | Giudizio |
| ------------- | -------- |
| AllMusic      |          |
| Rolling Stone |          |

Tracker è l'ottavo album discografico del cantautore e chitarrista britannico Mark Knopfler, pubblicato il 16 marzo 2015 dalla British Grove Records.

## Tracce
Tutti i brani sono di Mark Knopfler, fatta eccezione per Oklahoma Ponies (testo di Mark Knopfler, musica tratta dalla melodia tradizionale Shove the Pig's Foot (A Little Closer to the Fire) e arrangiata da Mark Knopfler).

### Edizione internazionale
1. Laughs and Jokes and Drinks and Smokes – 6:40
2. Basil – 5:45
3. River Towns – 6:17
4. Skydiver – 4:38
5. Mighty Man – 5:55
6. Broken Bones – 5:30
7. Long Cool Girl – 5:06
8. Lights of Taormina – 6:10
9. Silver Eagle – 5:02
10. Beryl – 3:11
11. Wherever I Go (feat. Ruth Moody) – 6:27

Durata totale: 60:41

### Bonus tracksedizione «deluxe» e cofanetto
1. .38 Special – 2:47
2. My Heart Has Never Changed – 3:49
3. Terminal of Tribute To – 5:52
4. Heart of Oak – 1:46
5. Oklahoma Ponies (disponibile solo all'interno del cofanetto) – 5:19
6. Time Will End All Sorrow (disponibile solo all'interno del cofanetto) – 2:59

### Bonus trackedizione tedesca
1. Hot Dog – 2:53

## Formazione
- Mark Knopfler – voce, chitarre e mandolino
- Guy Fletcher – tastiere, basso elettrico e ukulele
- John McCusker – fiddle e cittern
- Michael McGoldrick – tin whistle, flauto traverso irlandese e chitarra tenore
- Glenn Worf – basso elettrico e contrabbasso
- Ian Thomas – batteria e washboard
- Ruth Moody – voce
- Nigel Hitchcock – sassofono
- Tom Walsh – tromba
- Bruce Molsky – fiddle, chitarra acustica e banjo
- Phil Cunningham – fisarmonica

## Classifiche
| Classifica (2015)            | Posizione massima |
| ---------------------------- | ----------------- |
| Australia                    | 12                |
| Austria                      | 1                 |
| Belgio (Fiandre)             | 1                 |
| Belgio (Vallonia)            | 3                 |
| Canada                       | 4                 |
| Danimarca                    | 1                 |
| Finlandia                    | 5                 |
| Francia                      | 6                 |
| Germania                     | 1                 |
| Irlanda                      | 5                 |
| Italia                       | 3                 |
| Norvegia                     | 1                 |
| Nuova Zelanda                | 4                 |
| Paesi Bassi                  | 1                 |
| Polonia                      | 3                 |
| Portogallo                   | 2                 |
| Regno Unito                  | 3                 |
| Repubblica Ceca              | 2                 |
| Spagna                       | 2                 |
| Stati Uniti                  | 14                |
| Stati Uniti (americana/folk) | 1                 |
| Stati Uniti (rock)           | 2                 |
| Stati Uniti (tastemaker)     | 3                 |
| Svezia                       | 3                 |
| Svizzera                     | 2                 |